# 叶诺塔耶夫卡村市镇
叶诺塔耶夫卡村市镇（俄语：Муниципальное образование «Село Енотаевка»）是俄罗斯联邦阿斯特拉罕州叶诺塔耶夫卡区所属的一个市镇（Муниципальное образование）。其下辖有2个居民点，行政中心为叶诺塔耶夫卡。据2015年统计，该市镇的人口为7304人。